# Herzegowiner

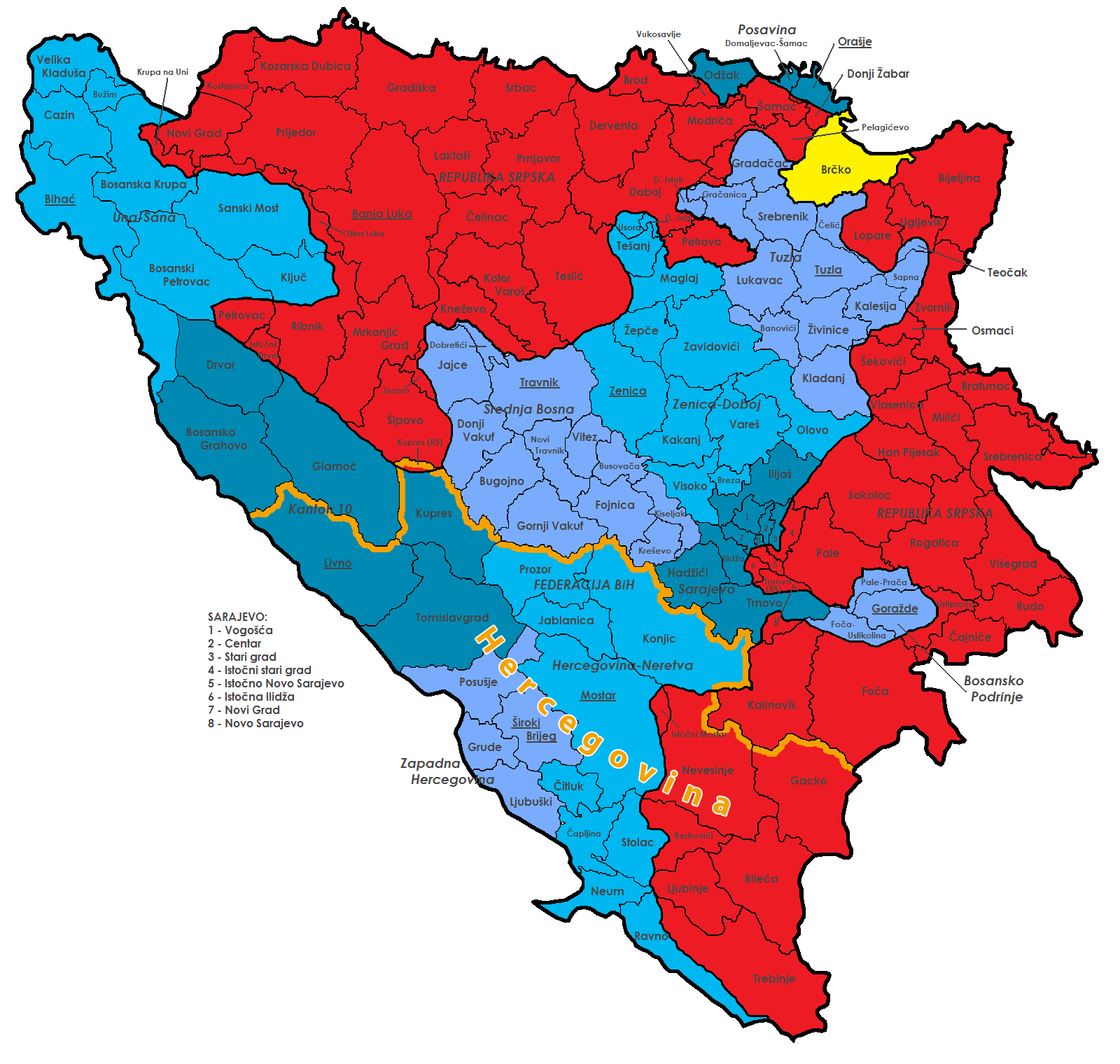
Heutige Lage der Herzegowina (orange begrenzt) innerhalb von Bosnien und Herzegowina

Die Bezeichnung Herzegowiner, im österreichischen oft auch Herzegowzen (bosnisch, kroatisch und serbisch Singular Hercegovac; kyrillisch Херцеговац, Plural Hercegovci, Херцеговци) ist eine regionale Sammelbezeichnung für die Bewohner der Herzegowina, unabhängig davon, welcher Ethnie sie angehören.

## Kosename
Der Kosename für einen Herzegowiner ist Ero (Kurzform von [H]ercegovac). Er kann leicht spöttisch gemeint sein. Er kann auch Eigenschaften wie Kampfbereitschaft, Bauernschläue und einen weitreichenden Humor der Worte und ausgewählten Situationen bis hin zur sozialen Satire bezeichnen.
Bekannte Beispiele für die Verwendung sind die Oper Ero der Schelm (1935), der Kampfname
des Militärs (HOS)  Blaž Kraljević (1947–1992) und das Reggae-Lied „Hercegovina“ der Band Zoster (2005, „Volim što sam Ero“ […]).

## Bevölkerung
Während den Westteil der Herzegowina hauptsächlich Kroaten bewohnen, sind im Süd-Ost-Teil die Serben in der Mehrheit. Eine bosniakische Mehrheit besteht in den nördlich an der Neretva gelegenen Gemeinden Konjic und Jablanica.

## Sprache(n)
In der Ostherzegowina wird ein Neuštokavisch-ijekavischer Dialekt des Serbokroatischen gesprochen, während westlich der Neretva die ikavische Variante des Neuštokavischen dominiert. Als Standardsprachen werden Bosnisch, Serbisch und Kroatisch verwendet.

## Persönlichkeiten
Zahlreiche bekannte Persönlichkeiten wurden in der Herzegowina geboren oder sind mit ihr verbunden. Einige der bedeutendsten sind:
- Ivan Bušić Roša (um 1745–1783), Heiduck
- Grgo Martić (1822–1905), Franziskaner, Schriftsteller, Übersetzer und Politiker
- Andrijica Šimić (1833–1905), letzter kroatischer Heiducke
- Ivan Musić (1848–1888), Anführer des Herzegowinischen Aufstands 1875–1878
- Dominik Mandić (1889–1973), Franziskaner, Historiker und Politiker
- Peter Tomich (geb. als Petar Herceg „Tonić“; 1893–1941), US-Marineinfanterist und Träger des höchsten US-amerikanischen Militärordens Medal of Honor
- Antun Branko Šimić (1898–1925), Dichter und Schriftsteller
- Cvitan Galić (1909–1944), hochdekoriertes Fliegerass des Zweiten Weltkriegs
- Mate Boban (1940–1997), führender Politiker während des Bosnienkrieges
- Blago Zadro (1944–1991), Politiker und Militär im Kroatienkrieg
- Gojko Šušak (1945–1998), kroatischer Verteidigungsminister während des Kroatien- und Bosnienkriegs
- Milan Bandić (1955–2021), Politiker und Oberbürgermeister von Zagreb
- Jozo Radoš (* 1956), Politiker, Parlamentsmitglied und ehemaliger Verteidigungsminister Kroatiens
- Ivan Šuker (1957–2023), Abgeordneter der Kroatischen Parlaments sowie Finanzminister Kroatiens (2003–2010) und Präsident des kroatischen Basketballverbandes
- Jasmin Repeša (* 1961), ehemaliger Nationaltrainer der kroatischen Basketballnationalmannschaft